# Other People (singolo)
Other People è un singolo della cantautrice statunitense LP, pubblicato l'11 novembre 2016 come secondo estratto dal quarto album in studio Lost on You.

## Tracce
Download digitale
1. Other People – 4:04

## Classifiche
| Classifica (2017) | Posizione massima |
| ----------------- | ----------------- |
| Belgio (Vallonia) | 42                |
| Bulgaria          | 11                |
| Francia           | 117               |
| Italia            | 45                |
| Russia            | 6                 |
| Ucraina           | 2                 |